# Cap Roșu
Cap Roșu – wieś w Rumunii, w okręgu Prahova, w gminie Florești. W 2011 roku liczyła 280 mieszkańców.